# 마스터카드
마스터카드(영어: Mastercard Inc.)는 전 세계 금융기관, 기업, 카드 소지자 및 가맹점 사이에서 중요한 경제적 연결고리를 제공하는 글로벌 기업이다. 본사는 미국 뉴욕주 퍼처스에 있으며, 글로벌 운영 센터는 미주리주 세인트루이스에 두고 있다.
마스터카드는 프랜차이저, 프로세서 및 어드바이저로서 결제 솔루션을 개발하고 시장에 선보이고 있다. 또한 매년 160억 건에 이르는 결제를 처리하고 금융기관, 소비자 및 가맹점에게 진보적인 분석과 상담 서비스를 제공한다. 마스터카드 월드와이드는 마스터카드(MasterCard®), 국제 직불 카드망인 마에스트로(Maestro®), ATM망인 시러스(Cirrus®), 전자화폐 몬덱스(Mondex®)같은 브랜드를 통해 210여 개국에 있는 소비자 및 기업을 위한 결제 서비스를 제공하고 있다. 계열사인 Mastercard Prepaid Management Services Limited(구 Access Prepaid Worldwide Limited)를 통해 외화 선불카드도 금융기관과 계약하여 발행했었다.(대한민국에서는 모두 단종됨) 다만 몬덱스는 시장에서 성공하지 못했고, 마에스트로도 유럽에서부터 새로운 직불 카드망인 Debit Mastercard로 대체한다는 공지를 올리면서 브랜드 퇴역이 예고되어 있다.
BIN은 5로 시작한다.
2002년에는 1990년대에 제휴 중이던 유로카드를 합병하여, 비자카드만큼은 아니지만 유럽 시장에서 점유율을 늘렸다.
메이저리그와 UEFA의 주요 스폰서로 활동하고 있으며, 해당 리그 입장권을 구입할 때에는 마스터카드로만 결제가 가능하다. 예전에는 월드컵 스폰서로도 참여했다가, 비자카드에 넘겼다.
비자카드만큼은 아니지만 범용성이 높은 국제 신용카드 브랜드이며, 대한민국 발행 카드 기준으로 해외신판 로열티는 1%를 받는다. 이 때문에 비자카드가 대한민국 발행 카드의 해외신판 로열티를 1.1%로 인상했을 때 마스터카드 장착 카드가 한동안 급증했고, 자연히 대한민국 내 국제 브랜드 점유율도 비자카드를 추월했다. 또한 대한민국의 몇몇 금융기관은 비자카드와 제휴하지 않고 마스터카드만 제휴하고 있다.

## 대한민국 내 취급사
- 카카오뱅크
- 토스뱅크(체크전용 - 하나카드 전산망 공유)
- 비씨카드
- NH농협카드
- 삼성카드
- 우리카드(우리BC, 우리 독자카드)
- 현대카드(신용전용)
- 롯데카드(신용전용)
- 신한카드
- KB국민카드
- 하나카드

## 로고

1966년 ~ 1979년
1979년 ~ 1990년
1990년 ~ 1995년
1995년 ~ 2006년
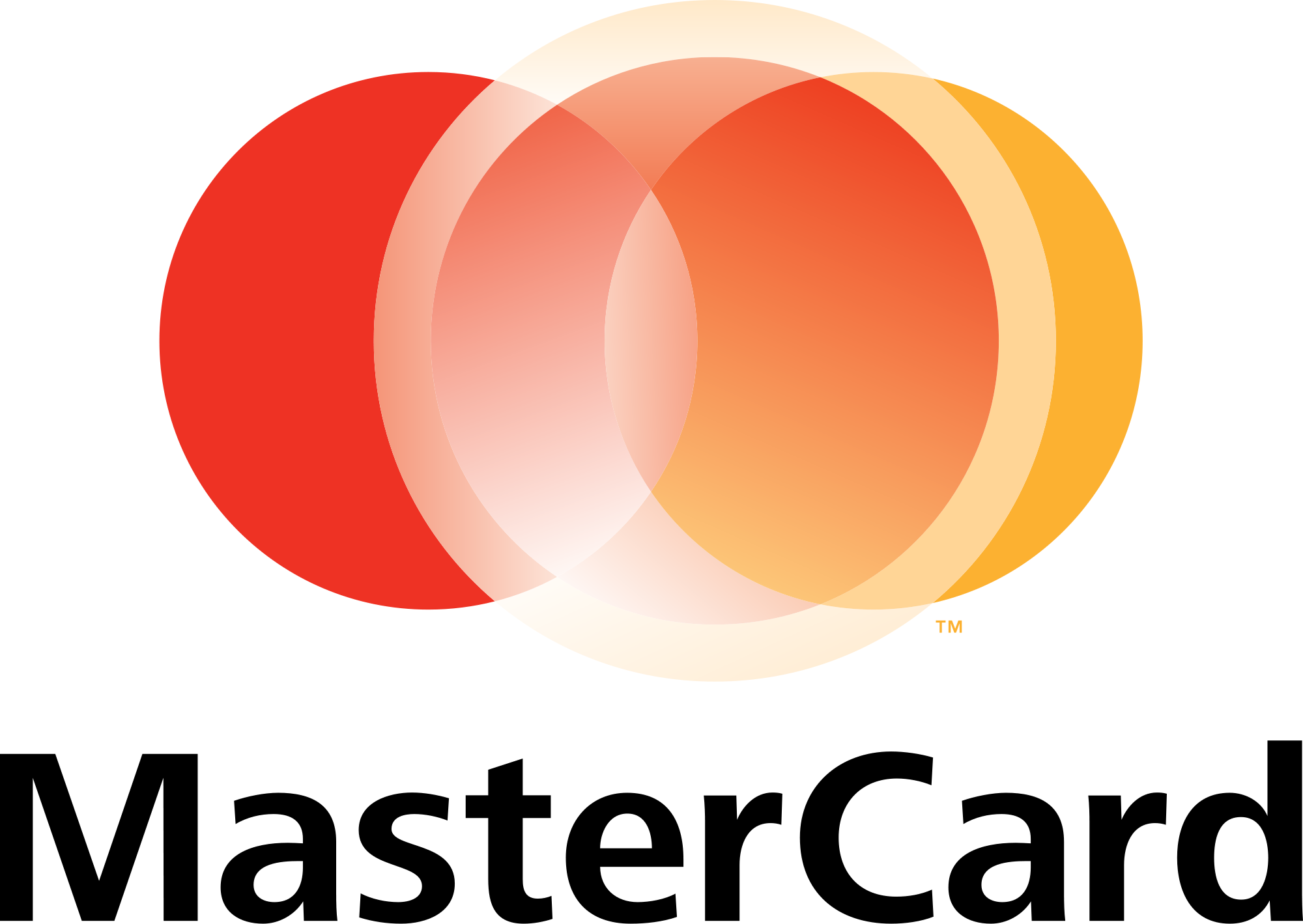
2006년 ~ 2016년
2016년 ~ 현재
2019년 ~ 현재

## 대주주
1. 11.8% - JP모건 체이스
2. 6.2% - 씨티그룹
3. 6.0% - 뱅크 오브 아메리카
4. 5.2% - Euro Kartensysteme
5. 5.0% - Europay France
6. 그 외 주주들 - HSBC, 몬트리올 은행, 스코틀랜드 왕립은행, 그 외 기타.

## 같이 보기
- 몬덱스
- 시러스
- 마에스트로